# Nephila clavipes
Nephila clavipes – gatunek pająka z rodziny prządkowatych (Nephilidae). Występuje w lasach tropikalnych na terenie Ameryki Północnej i Południowej, od Stanów Zjednoczonych do Argentyny i São Tomé, w miejscach prześwietlonych.
Rozpiętość odnóży samicy dochodzi do 10 cm, samiec mniejszy: do 2,5 cm rozpiętości odnóży. W okresie rozrodczym samce zbierają się na sieciach zajmowanych przez samice. Największy zajmuje miejsce w pobliżu środka sieci, gdzie ma największe szanse na kopulację i możliwość zjadania ofiar upolowanych przez samicę. Pozostałe samce zajmowały miejsca na obwodzie sieci. Samice niekiedy polują na samce – samce zajmujące centrum sieci nie padają jednak ich ofiarą częściej, niż te przebywające na obwodzie. Po okresie kopulacyjnym samica składa jaja i dogląda ich w okresie rozwoju. Pożywieniem pająka są głównie owady latające.